# Lamas de Olo
Lamas de Olo ist ein Ort und eine ehemalige Gemeinde (Freguesia) im portugiesischen Kreis Vila Real. Die Gemeinde hatte 109 Einwohner (Stand 30. Juni 2011).
Am 29. September 2013 wurden die Gemeinden Lamas de Olo und Borbela zur neuen Gemeinde União das Freguesias de Borbela e Lamas de Olo zusammengeschlossen.